# Cziż & Co
Cziż & Co (ros. Чиж & Co) – rosyjski zespół rockowy założony w 1994 roku przez wokalistę, gitarzystę i autora tekstów Siergieja Czigrakowa, znanego także pod pseudonimem Cziż. Ostatni studyjny album zespołu został wydany w 1999 roku.

## Historia zespołu

### Założenie zespołu
Lider zespołu i autor prawie wszystkich utworów, Siergiej „Cziż” Czigrakow, urodził się 6 lutego 1961 roku w mieście Dzierżyńsk. Od czternastego roku życia, razem ze swoim starszym bratem, grał w miejscowych zespołach, podmieniając czasami kogoś z muzyków. W rodzinnym mieście skończył też szkołę muzyczną. Prawdziwym „dojrzałym” doświadczeniem była dla niego praca w dzierżyńskim zespole ГПД (Группа продлённого дня). Zespół grał popularny wtedy hard rock. Latem 1989 roku Siergiej Czigrakow przeprowadza się z Dzierżyńska do Charkowa, gdzie został zaproszony do pracy w charakterze muzyka sesyjnego w zespole o takiej samej nazwie, ГПД. W tym czasie charkowskie ГПД rozpada się na dwie części i Cziż znalazł się w tej grupie, która nazywała się Разные люди (Różni Ludzie).
Pod nazwą Różni Ludzie nagrywają kilka albumów. Jeden z nich, Буги-Харьков, składał się wyłącznie z utworów Cziża. Szerszy rozgłos album zyskał dopiero po kilku latach, ale już wtedy były napisane i nagrane przyszłe hity: Хочу чаю, Дорогуша i Ассоль. Dzięki pracy w zespole Różni Ludzie Cziż był dostrzeżony nie tylko przez miejscowych fanów, ale też przez społeczność rockową.
W 1993 roku Cziż otrzymał propozycję od Igora Bieriezowca i Andrieja Burlaki, aby nagrać swoją własną płytę. Z moralnym wsparciem mistrza rosyjskiego rock and rolla, Borisa Griebienszczikowa, Cziż przeprowadził się do Petersburga, gdzie nagrał swój solowy album pod nazwą Чиж, wydany na winylu przez wytwórnię ОсоАвиАхим. Przez fakt, że Cziż nie miał w tym czasie swojego zespołu, w nagrywaniu albumu pomagali mu znani petersburscy muzycy.
Na przełomie lat 1993–1994 Cziż zagrał kilka koncertów w petersburskich klubach z grupą muzyków, w skład której wchodzili Aleksiej Romaniuk i obecnie już zmarły Aleksandr Kondraszkin, którzy później zostali członkami Cziż & Co. Zainspirowany reakcją petersburskiej publiczności, Cziż ostatecznie zdecydował się przeprowadzkę i 1 maja 1994 roku przeniósł się do Petersburga. Miesiąc później zgromadził już stały zespół Cziż & Co.
Do zespołu na początku dołączyli: gitarzysta basowy Aleksiej Romaniuk, gitarzysta Michaił Władimirow (wcześniej grający w zespole Мифы), perkusista Władimir Chanutin. W takim zestawie został nagrany album koncertowy Live, który stał się debiutem zespołu. W tym samym roku zespół wypuścił także swój pierwszy studyjny album – Перекрёсток.

### 1995

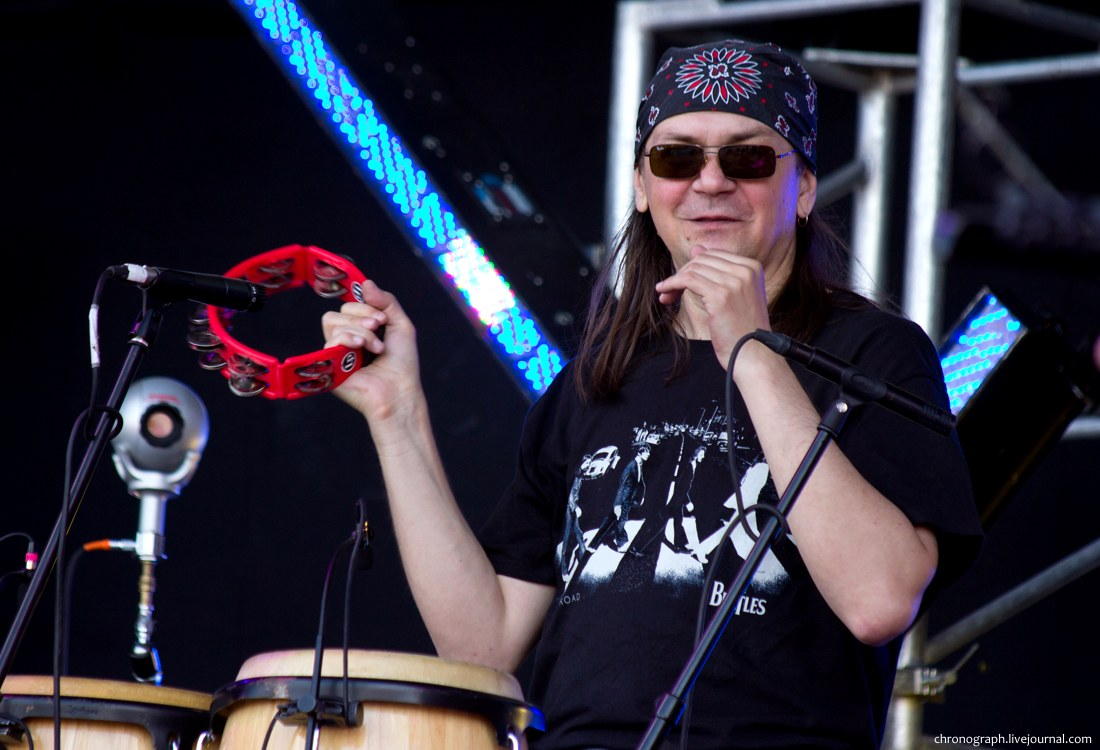
Jewgienij Barinow na festiwalu „Rock nad Wołgą”, 2013 rok.

Następny album zespołu – О любви, nagrany w 1995 roku, najbardziej wyróżniał się tym, że większość piosenek z tego albumu to wersje cover mniej znanych autorów: A. Siełjunina, O. Tarasowa, W. Diemidowa, A. Chrynowa, I. Gańkiewicza, J. Warwy, S. Kocziergi. Na albumie О любви został także umieszczony „narodowy” utwór Вот пуля просвистела. Jednak niewątpliwymi hitami, które trafiły na listy przebojów, zostały utwory Ok (Cziż) i О любви (O. Tarasow). W 1995 roku zespół Cziż & Co wzniósł się na szczyt swojej popularności i nadszedł czas, aby wydać album Greatest Hits. Album ten został nagrany „na żywo”, na koncercie we wrześniu 1995 roku w pałacu kultury Юбилейный w Petersburgu. Na tym koncercie zagrano najpopularniejsze piosenki z tego okresu. Publiczność z entuzjazmem przyjęła wszystkie utwory, a kiedy Cziż zapominał tekstu, cała sala śpiewała za niego. W tym samym roku wyszedł solowy album gitarzysty Michaiła Władimirowa Малиновые берега.

### 1996
Następujący 1996 rok był dla zespołu pracochłonny. Oprócz tras koncertowych, koncertów solowych, a także zbiorowych koncertów (Maxidrom i inne), zespół nagrał również dwa nowe albumy: Эрогенная зона i Полонез. Do utworu Полонез został stworzony wideoklip, którego połowa została nagrana w Ameryce, a druga połowa w Rosji, pod Petersburgiem. Była to pierwsza podróż do Ameryki dla wszystkich członków zespołu. Opinie na jej temat były różne – Michaił Władimirow nazwał Amerykę „krajem tanich dżinsów i dobrych gitar”, Cziż powiedział, że dla niego było tam nudno i chciał wrócić do domu. Sam album Полонез wyróżnia się tym, że w pracę nad nim była zaangażowana orkiestra kameralna pod batutą J. P. Sieriebrjakowa. Do zespołu został zaproszony jeszcze jeden muzyk, stary przyjaciel Cziża – Jewgienij Barinow pod pseudonimem „Мощный” (Potężny), który grał z Cziżem w dzierżyńskim zespole ГПД.
Oprócz tego, rok ten stał pod znakiem solowych projektów członków zespołu. Cziż brał udział w nagraniu dwóch albumów Митьковские песни, wraz z takimi znanymi wykonawcami jak: Boris Griebienszczikow, Jurij Szewczuk (DDT), Wiaczesław Butusow (wokalista Nautilus Pompilius), Aleksandr Skljar i innymi, z którymi zaśpiewał nowe wersje starych pieśni z czasów wojny i Związku Radzieckiego.
Następny projekt, w którym uczestniczył Cziż, to nagrania i wystąpienia z sesyjną grupą Aleksieja „Pułkownika” Chrynowa – Полковник и Однополчане. „Pułkownik”, znany niżnonowogrodzki rock-bard, był zaproszony przez producenta S. Firsowа do nagrania starych i nowych piosenek. Dla tego projektu został zebrany prawdziwie „gwiazdorski” skład: Cziż, I. Wasiljew (DDT), L. Fiodorow (AukcYon), M. Kołowskij (AukcYon), J. Barinow (Cziż & Co), D. Niekrasow. Wtedy grupa nagrała album Первый призыв, a piosenkę z tego albumu, Расстели мне поле (D. Niekrasowa), zespół Cziż & Co zawarł na swoim albumie Нечего терять.
M. Władimirow (gitarzysta Cziż & Co) także przedłużył karierę solową i nagrał album Наяву и во сне. Realizator dźwięku zespołu, J. Morozow, nagrał swój kolejny album Иллюзия, na którym muzycy Cziż & Co mu akompaniowali. Oprócz tego, zespół Cziż & Co nagrał dla kompilacji Странные скачки piosenkę Лирическая na podstawie wierszy Władimira Wysockiego. W tej kompilacji utworów Wysockiego zagrali także: Alisa, Va-Bank, Czajf, Jurij Szewczuk i inni.

### 1997
Rok 1997 był dla zespołu rokiem retro. Cziż & Co nagrali album z wersjami cover starych piosenek z czasów radzieckich. Album zadedykowali swoim rodzicom. Do utworów Бомбардировщики i Под звёздами Балканскими zostały nagrane wideoklipy. W tym samym roku ponownie wydano album Буги-Харьков, tym razem już jako Чиж и Разные люди (Cziż i Różni ludzie). Popularne czasopismo „Рок-фузз” ogłosiło Cziż & Co zespołem roku.

### 1998
Rok 1998 zaczął się dla zespołu Cziż & Co zagraniczną trasą koncertową w Izraelu i skandalem, związanym z odejściem perkusisty Władimira Chanutina. Właśnie w Izraelu został nagrany koncertowy album Новый Иерусалим. Album zawierał kilka nowych utworów: Я подобно собаке; Еду, еду; На двоих, a zwieńczony został bluesowym Урал Байкер Блюз.
Po powrocie do ojczyzny na muzyków czekała niemiła niespodzianka: z zespołu odszedł perkusista Władimir Chanutin, który przeszedł do petersburskiego zespołu НОМ. Na jego miejsce został zaproszony Igor Fiodorow (urodzony 8 września 1969), wcześniej grający w zespołach Телевизор, НЭП i innych.
W tym samym roku (jeszcze z W. Chanutinem) zespół wypuścił album Лучшие блюзы и баллады. Był to jeszcze jeden album z przebojami zespołu Cziż & Co, który zawierał kompilację ze wszystkich poprzednich albumów. We wrześniu 1998 roku grupa została zaproszona do Londynu na jeden koncert w klubie „Astoria”. W rzeczywistości zespół dał dwa koncerty – drugim z nich był koncert akustyczny w studiu BBC w programie u prezentera rosyjskojęzycznego oddziału BBC – Siewy Nowgorodcewa. Później to nagranie zostało wydane przez zespół jak album koncertowy pod nazwą В 20:00 по Гринвичу (O 20:00 po Greenwichu). Na albumie znalazły się akustyczne wersje starych, znanych piosenek i jedna nowa, która znalazła się potem na następnym albumie. Nagrywanie albumu Нечего Терять było kilka razy przerywane: nagrania rozpoczęły się 25 sierpnia 1998 roku, a zakończyły się 13 marca 1999 roku.

### 1999
Przez cały 1999 rok zespół intensywnie koncertował w kraju. Pod koniec marca w Nowym Jorku odbył się festiwal z udziałem Cziż & Co, Krematorium, Agata Kristi i AukcYon, a dzień później miał miejsce koncert w Chicago.
Lato 1999 roku było bogate w festiwale. Na początku lipca w Gornoałtajsku odbył się wielki rock-festiwal В горах на быстрой реке, w którym udział wzięli: Cziż & Co, Czajf, Akwarium, Krematorium, Wiaczesław Butusow, Kalinow Most, Alisa, Va-Bank, Tequilajazzz. Pod koniec sierpnia w Dyneburgu miał miejsce Łatgalski rock-festiwal, w którym uczestniczyli Piesniary, Cziż & Co, a także lokalne zespoły.
17 września 1999 w Petersburgu (parę dni później w Moskwie) zaprezentowano długo wyczekiwany album Нечего терять. Album ten zawierał 11 piosenek i 3 „wersje alternatywne”. Dziewięć z nich było autorstwa Cziża, a pozostałe to: wersja cover Расстели мне поле (D. Niekrasow) i Пригородный блюз (Majk Naumienko). Wielu fanów twierdzi, że Нечего терять to najlepszy album Cziż & Co ze wszystkich wydanych. Od czasu ukazania się albumu zespół intensywnie koncertuje do dziś.

### 2000

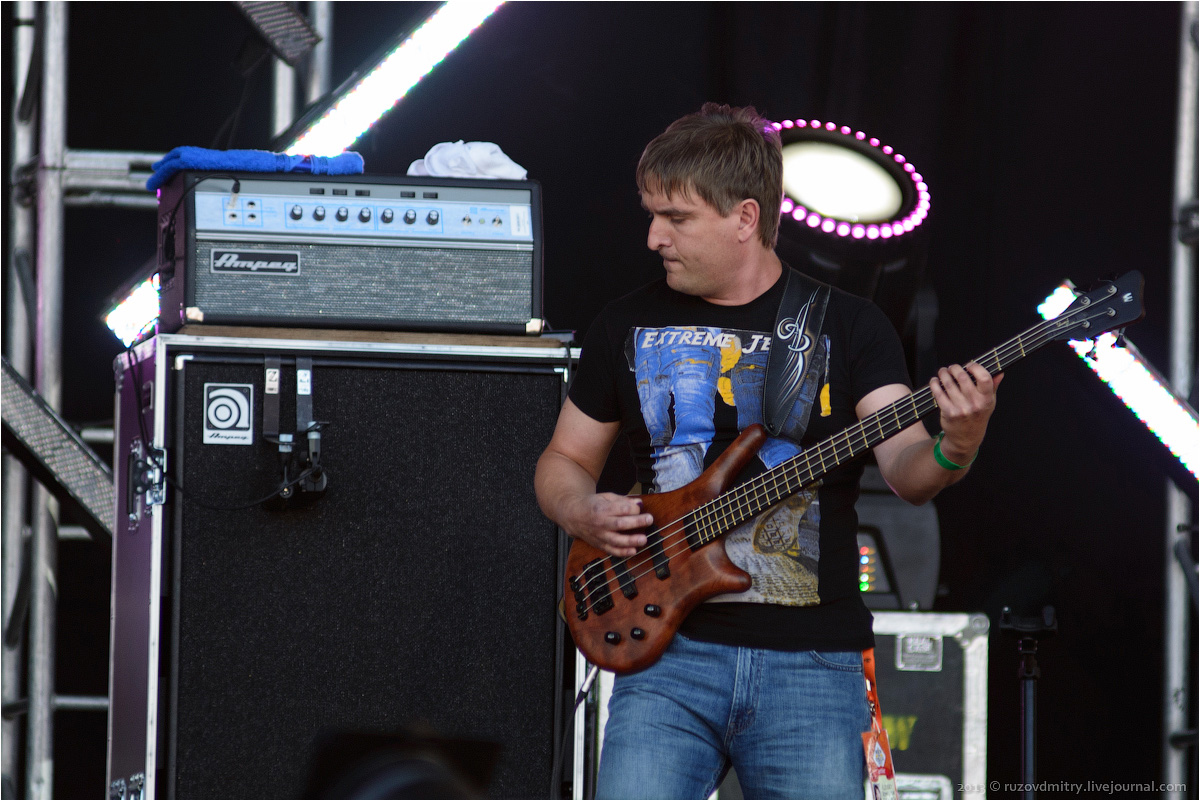
Aleksiej Romaniuk na festiwalu „Rock nad Wołgą”, 2013 rok.

Rok 2000 był rokiem tras koncertowych, zarówno w kraju, jak i za granicą: zespół wyruszył w podróż do USA (razem z Nocnymi snajperami) i po raz kolejny dał serię koncertów w Izraelu. W czasie wolnym od koncertów muzycy zajmowali się także pracą studyjną: Michaił Władimirow wydał album Размах Крыльев, a Cziż wziął udział w nagrywaniu albumu Aleksandra Cziernieckiego Comeback.

### 2001
Po trzech latach milczenia, w 2001 roku, wyszła długo oczekiwana solowa pływa Cziża Гайдном буду, na której śpiewał i zagrał na wszystkich instrumentach, nie angażując producentów i innych muzyków. Realizatorem dźwięku, jak zwykle, został Jurij Morozow. Jesienią Cziż wziął udział w nagraniu utworu zespołu Kafe Это сладкое слово свобода. W tym samym roku Cziż skończył 40 lat. Koncerty Cziż & Co odbywały się z godną pozazdroszczenia stałością. Przez cały rok muzycy podróżowali po kraju. Istotnym wydarzeniem tego roku było uczestnictwo zespołu w petersburskim rock-festiwalu Окна открой!. W grudniu 2001 roku grupę opuścił Igor Bieriezowiec, jego miejsce zajął Aleksandr Gordjejew.

### 2002
W 2002 roku zespół rozszerzył pole tras koncertowych – muzycy polecieli do Arktyki, krainy wiecznej zmarzliny, co znalazło odzwierciedlenie w nowej kompozycji Siergieja Czigrakowa Блюз на сваях. Latem Cziż w składzie zespołu Różni Ludzie pracował nad nagrywaniem płyty Superбизоны. Pod koniec czerwca zespół, wraz z innymi muzykami rockowymi, uczcił pamięć Wiktora Coja, biorąc udział w wielkim koncercie poświęconym kultowemu artyście. Jesienią tego samego roku, po kilku koncertach w Izraelu, zespół Cziż & Co udał się w długą trasę koncertową do Ameryki: od Los Angeles do Bostonu.

### 2003
W 2003 roku zagraniczne trasy grupy były kontynuowane. Tym razem dodano Kanadę, gdzie grupa wystąpiła w zmniejszonym składzie (Cziż – gitara, wokal, Jewgienij Barinow – akordeon, perkusja; pozostali muzycy nie zostali wpuszczeni do kraju). Po trasie w Kanadzie, po ponownym połączeniu zespołu, grupa dała kilka koncertów w USA. W kwietniu 2003 roku Cziż & Co razem z jekaterynburskim zespołem Pociąg dokądkolwiek (Поезд куда-нибудь) udał się w bezprecedensową trasę koncertową po miastach Uralu i Syberii. Startując w Jekaterynburgu muzycy pokonali w sumie 10 000 kilometrów. Kończąc trasę Сибирь Урал Блюз wystąpieniem w Ufie, zespołom przez 19 dni udało się dać 14 koncertów na żywo.
Latem tego samego roku, w tallińskim studiu, Siergiej Czigrakow wziął udział w nagraniu płyty Капель estońskiej grupy Avenu jako muzyk sesyjny. Potem pracował wspólnie z Siergiejem Gałaninem nad kompozycją Никому не нужен, która prawie przez trzy miesiące była na radiowych listach przebojów. Po zaproszeniu przez Konstantina Kincziewa, Cziż wziął udział w nagraniu nowego albumu grupy Alisa. Z grupą Różni Ludzie z kolei nagrywa album 911. W tym okresie gitarzysta Cziż & Co, Michaił Władimirowicz, wydaje nową solową płytę Перевёрнутое небо. Zespół nie ominął także znanego festiwalu Крылья w Tuszynie.

### 2004
Rok 2004 był dla Cziż & Co rokiem akustyki. Odkładając na bok gitary elektryczne, muzycy dawali koncerty akustyczne, które były bardzo popularne w całym kraju. W ramach obchodów jubileuszu centrum sztuki Пушкинская 10, grupa wzięła udział w wydarzeniach w Petersburgu i w Moskwie z tej okazji. W czerwcu 2004 roku Siergiej Czigrakow po raz kolejny udał się za Atlantyk, aby spełnić swoje wielkie marzenie – zagrać z czarnoskórymi bluesowymi muzykami. Wspólny projekt Cziża i Herbert Maitlandt Band nosił nazwę Chizh & Blues company. Repertuar złożony był z bluesowych utworów Cziża. Rezultatem wspólnej pracy były koncerty w Bostonie i w China Club w Nowym Jorku. Podczas gdy Czigrakow zaskakiwał amerykańskich bluesmanów swoimi improwizacjami, Władimirow pracował w studiu i do końca lata nagrał swój nowy album Дети красного зомби. Później Cziż & Co znowu wybrał się w trasę koncertową do Izraela, jednak tym razem do listy odwiedzanych miast dołączył Aszdod. Jesienią grupa wybrała się na pierwszą trasę koncertową do bardziej egzotycznego kraju – do Singapuru.
Po powrocie z zagranicznych tras, Siergiej Czigrakow z pomocą Aleksieja Romaniuka i Igora Fiodorowa zakończył pracę nad nagrywaniem ścieżki dźwiękowej do serialu o roboczej nazwie Первый путь. Cziż kontynuował współpracę z Różnymi Ludźmi i wynikiem wspólnych starań było wydanie albumu Акустика. Jednak najważniejszym wydarzeniem tego roku było dziesięciolecie zespołu. Jubileusz muzycy obchodzili dwoma dużymi koncertami w Moskwie i Petersburgu. Czterogodzinny program koncertów zawierał w sobie występy akustyczne i elektryczne, a także wystąpienia gości. Pogratulować twórczości grupie przyszło wielu zaprzyjaźnionych artystów, w tym Maksim Leonidow, Siergiej Gałanin, Jewgienij Margulis, Zachar Maj i inni. Zwieńczeniem roku stał się udział w akcji charytatywnej Время жить!, poświęconej Dniu Walki z AIDS.

### 2010

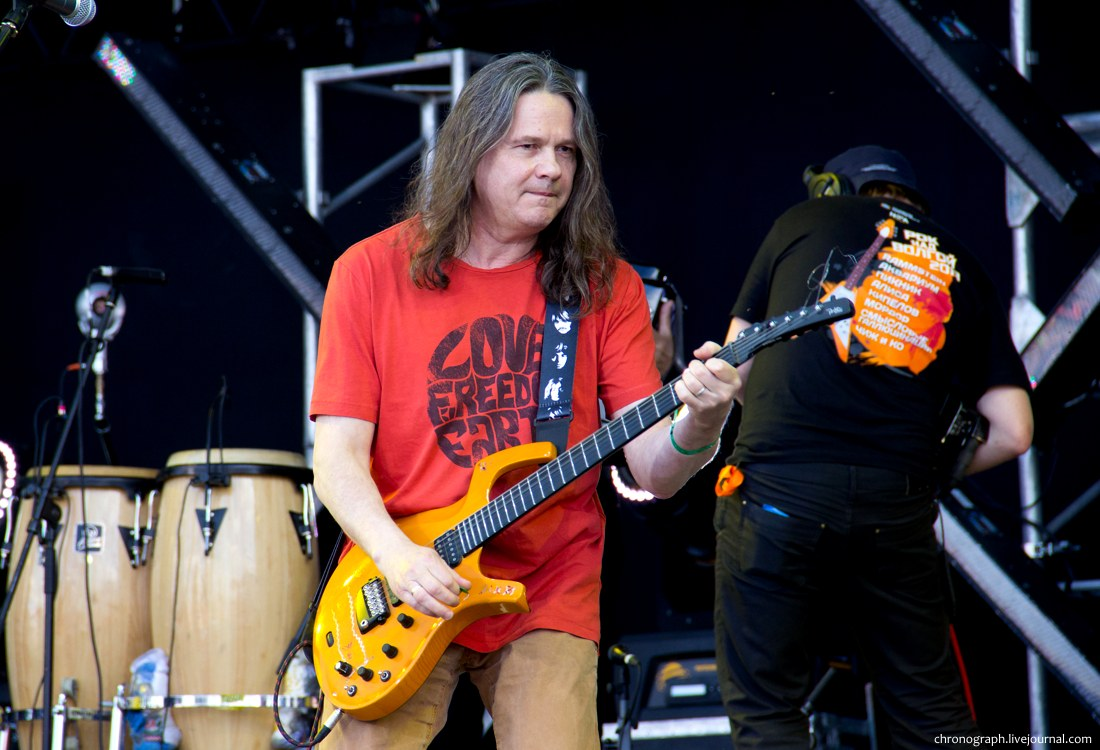
Siergiej „Cziż” Czigrakow na festiwalu „Rock nad Wołgą”, 2013 rok.

Wiosną 2010 roku ukazał się album młodej, jekaterynburskiej grupy Romario, na którym piosenki wykonali Jewgienij Margulis, Romario i Cziż.
W wywiadzie po koncercie w charkowskiej sali koncertowej Cziż opowiedział o planach na rok, w tym o wydaniu nowego albumu. Według słów artysty, album miał przypominać О любви, a w jego skład miały wejść piosenki przyjaciół, jak i własne utwory Cziża.
W drugiej połowie 2010 roku zespół opuszcza perkusista Igor Fiodorow. Na jego miejsce przychodzi eksperkusista grupy DDT Igor Docenko – według Jurija Szewczuka ulubiony perkusista Siergieja Czigrakowa.

### 2014
Z powodu pogarszającego się stanu zdrowia Igora Docenko rolę perkusisty tymczasowo przejął Jewgienij Barinow.
W kwietniu 2014 roku zespół odbył trasę koncertową po USA.
Pod koniec roku, po śmierci Igora Docenko, stałym perkusistą został Władimir Nazimow.

### 2015
12 października 2015 roku odbyła się premiera piosenki Улетай, моё похмелье, улетай, w wykonaniu Jewgienija Margulisa, Romario i Cziża. Nagrano również wideoklip do tej piosenki.
W 2015 roku, w charakterze wokalistki wspierającej, zaczęła występować Daria, córka Siergieja Czigrakowa.

## Skład

### Obecni członkowie

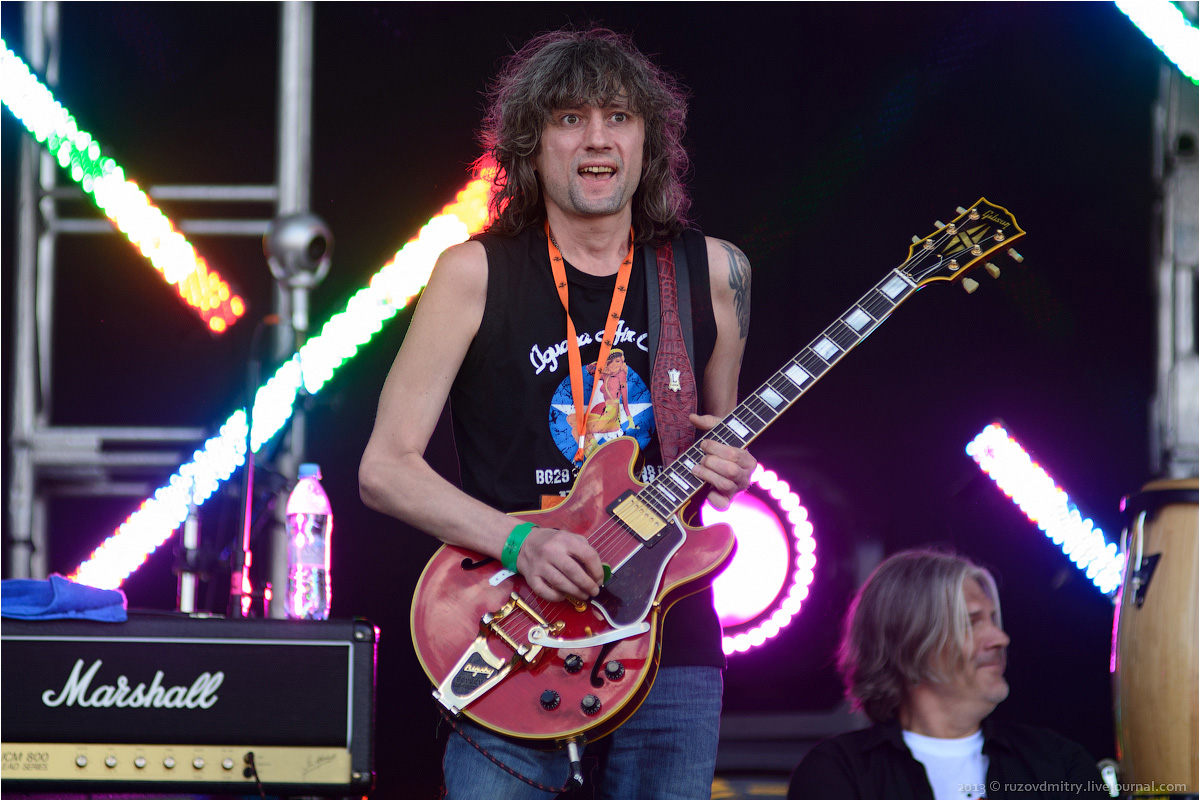
Michaił Władimirow na festiwalu „Rock nad Wołgą”, 2013 rok.

- Siergiej „Cziż” Czigrakow – wokal, gitara, klawisze, harmonijka ustna i inne instrumenty, autor muzyki i tekstów (1994 – do dziś)
- Aleksiej Romaniuk – gitara basowa (1994 – do dziś)
- Jewgienij Barinow – klawisze, akordeon, kongi, tamburyn (1996 – do dziś), perkusja (2014)
- Michaił Rusin – gitara (2017 – do dziś)
- Denis Wasilewskij – perkusja (2018 – do dzisiaj)

### Byli członkowie
- Aleksandr Kondraszkin (zm.) – perkusja (1994)
- Michaił Władimirow – gitara (1994 – 2017)
- Władimir Chanutin (zm.) – perkusja (1994 – 1998)
- Igor Fiodorow – perkusja (1998 – 2010)
- Igor Docenko (zm.) – perkusja (2010 – 2014)
- Władimir Nazimow – perkusja (2014-2018)[2]

## Dyskografia

### Albumy studyjne
| lp. | Nazwa           | Skład                                                  | Rok wydania | Uwagi                                                        |
| --- | --------------- | ------------------------------------------------------ | ----------- | ------------------------------------------------------------ |
| 1   | Перекрёсток     | Czigrakow / Władimirow / Romaniuk / Chanutin           | 1994        |                                                              |
| 2   | О любви         | Czigrakow / Władimirow / Romaniuk / Chanutin           | 1995        | większość piosenek nie jest napisana przez Czigrakowa        |
| 3   | Эрогенная зона  | Czigrakow / Władimirow / Romaniuk / Chanutin / Barinow | 1996        | piosenki Фантом и Вечная молодость były nagrane na koncercie |
| 4   | Полонез         | Czigrakow / Władimirow / Romaniuk / Chanutin / Barinow | 1996        |                                                              |
| 5   | Бомбардировщики | Czigrakow / Władimirow / Romaniuk / Chanutin / Barinow | 1997        | album z wersjami cover radzieckich piosenek                  |
| 6   | Нечего терять   | Czigrakow / Władimirow / Romaniuk / Fiodorow / Barinow | 1999        |                                                              |

### Albumy koncertowe
| lp. | Nazwa               | Skład                                                  | Rok wydania | Uwagi                 |
| --- | ------------------- | ------------------------------------------------------ | ----------- | --------------------- |
| 1   | Live                | Czigrakow / Władimirow / Romaniuk / Chanutin           | 1994        | koncert w Petersburgu |
| 2   | Greatest Hits       | Czigrakow / Władimirow / Romaniuk / Chanutin           | 1995        | koncert w Petersburgu |
| 3   | Новый Иерусалим     | Czigrakow / Władimirow / Romaniuk / Chanutin / Barinow | 1998        | koncert w Jerozolimie |
| 4   | В 20:00 по Гринвичу | Czigrakow / Władimirow / Romaniuk / Chanutin / Barinow | 1998        | koncert w BBC, Londyn |

### Albumy we współpracy
| lp. | Nazwa                                     |                                | Rok wydania | Uwagi                   |
| --- | ----------------------------------------- | ------------------------------ | ----------- | ----------------------- |
| 1   | Иллюзия                                   | Cziż & Co / Jurij Morozow      | 1998        |                         |
| 2   | Концерт в зале около Финляндского вокзала | Cziż & Co / Jurij Morozow      | 2002        |                         |
| 3   | 44                                        | Cziż & Co / Różni ludzie       | 2005        |                         |
| 4   | На грани изумруда                         | Cziż & Co / Michaił Władimirow | 2007        |                         |
| 5   | Один день вместе                          | Cziż & Co / Różni ludzie       | 2012        | koncert w Kijowie, 4 CD |

### Kompilacje
| lp. | Nazwa                  |  | Rok wydania | Uwagi                                                               |
| --- | ---------------------- |  | ----------- | ------------------------------------------------------------------- |
| 1   | Лучшие блюзы и баллады |  | 1998        |                                                                     |
| 2   | Пастораль              |  | 2001        | zawiera piosenki w zremasterowanych wersjach + nowy utwór Пастораль |

## Wideografia

### Klipy
- 1994 – Вечная молодость
- 1994 – Перекрёсток
- 1994 – Hoochie Coochie Man
- 1995 – Вот пуля просвистела
- 1996 – Полонез
- 1997 – Бомбардировщики
- 1997 – Под звёздами балканскими
- 1999 – Пароль
- 1999 – Еду, еду…

### Filmy
- 1995 – Greatest Hits. Live